# Sociedad Deportiva Compostela
Sociedad Deportiva Compostela é um clube de futebol espanhol, sediado na cidade de Santiago de Compostela, na Galiza.
Fundado em 1962, o clube manda seus jogos no Estadio Vero Boquete de San Lázaro (até novembro de 2018, chamado de Multiusos de San Lázaro), que possui capacidade para 14.000 torcedores. Após terminar a Segunda Divisão espanhola de 1993-94 com o vice-campeonato (atrás do Rayo Vallecano), conquistou o inédito acesso à primeira divisão do Campeonato Espanhol, onde jogaria até 1998, quando foi rebaixado após perder na repescagem para o Villarreal no critério do gol fora. Desde então, enfrentou vários problemas financeiros e, na temporada 2002–03, mesmo ficando em 9º lugar, foi punido com o rebaixamento à Segunda División B por não ter pago suas dívidas salariais.
O Compostela tornou-se mais conhecido no Brasil em 1996, quando levou um antológico gol de Ronaldo, que na época atuava pelo Barcelona. Após os meias Franck Passi e Mauro García trombarem no meio-de-campo, o Fenômeno foi puxado pelo marroquino Said Chiba, e mesmo assim o driblou, assim como o volante José Ramón e os zagueiros Javier Bellido e William, batendo, em seguida, na saída do goleiro Fernando Peralta. O jogo terminou 5 a 1 para os catalães.

## Decadência e recomeço
Chegou a declarar falência ao fim da temporada 2003–04, sendo inclusive rebatizado como Campus Stellae. No entanto, o nome "não pegou", e voltou a se chamar Compostela algum tempo depois. Tendo novamente entrado em processo de falência em 2007, voltou a adotar o nome "Campus Stellae", usando-o até 2011.
Adotando novamente o nome original, disputou a Tercera División (quarta divisão espanhola), após vencer a Preferente Autônoma da Galiza, e depois de 3 temporadas na Segunda División B (terceira divisão), caiu novamente ao quarto escalão do futebol espanhol em 2016–17.